# Horvátország magyar emlékei, látnivalói
Ez a szócikk Horvátország legfontosabb magyar történelmi emlékeit, valamint a horvátországi magyarság kulturális életéhez, művészetéhez, néphagyományaihoz kötődő látnivalókat mutatja be régió és téma szerinti csoportosításban.

## Látnivalók régió szerint

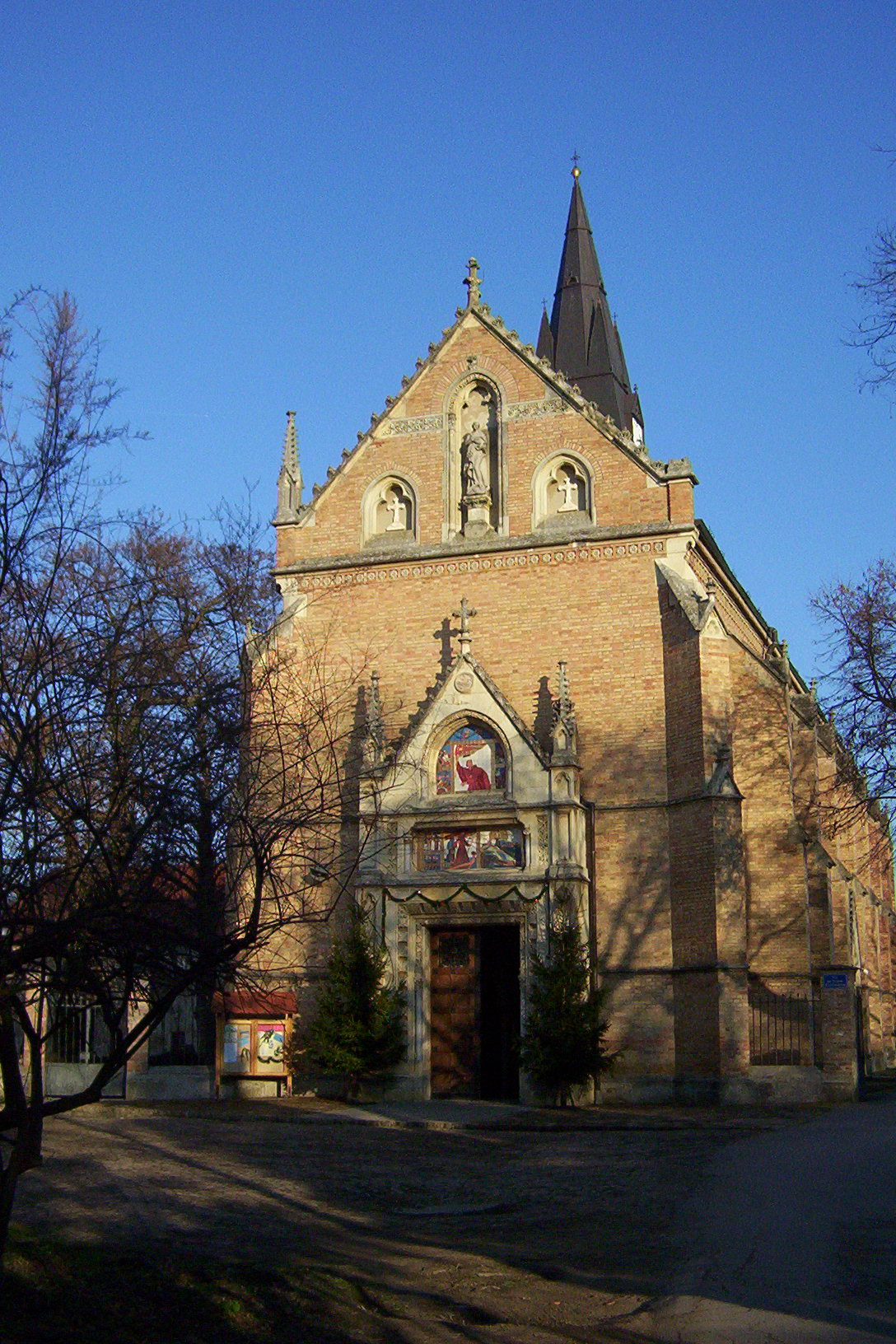
Az újlaki ferences templomban magyar reneszánsz síremlékek láthatóak

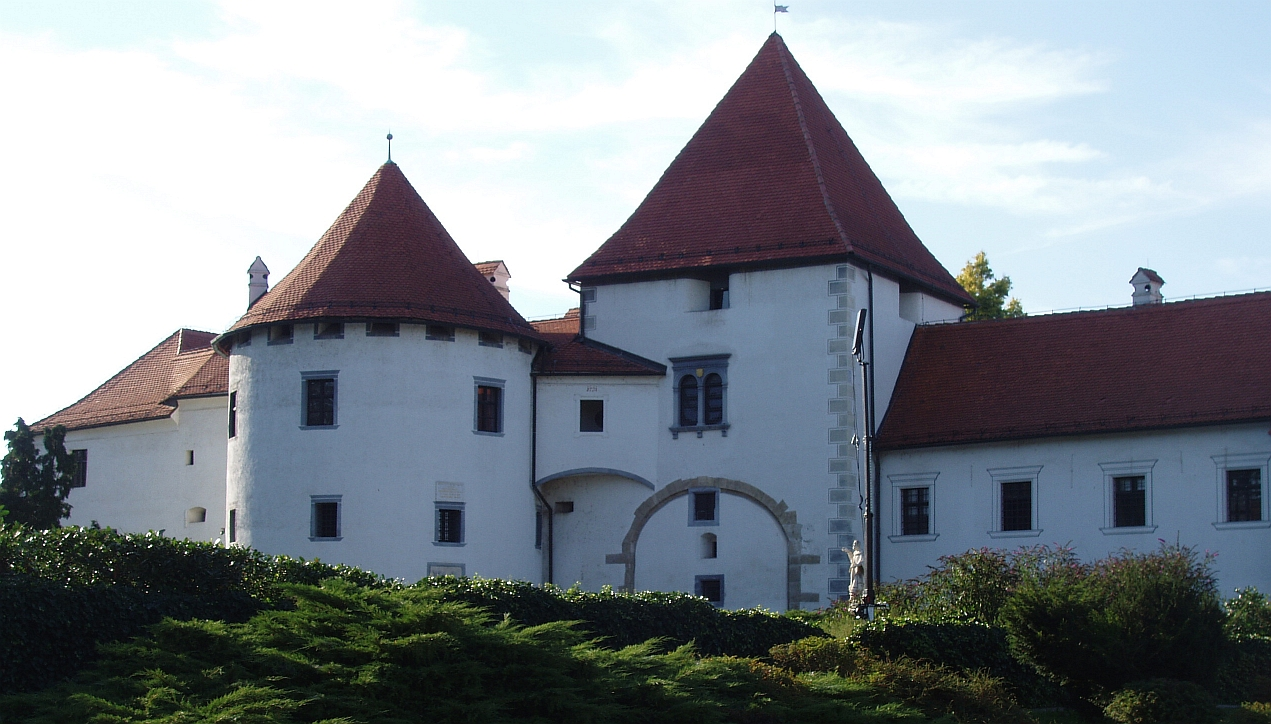
Varasd vára

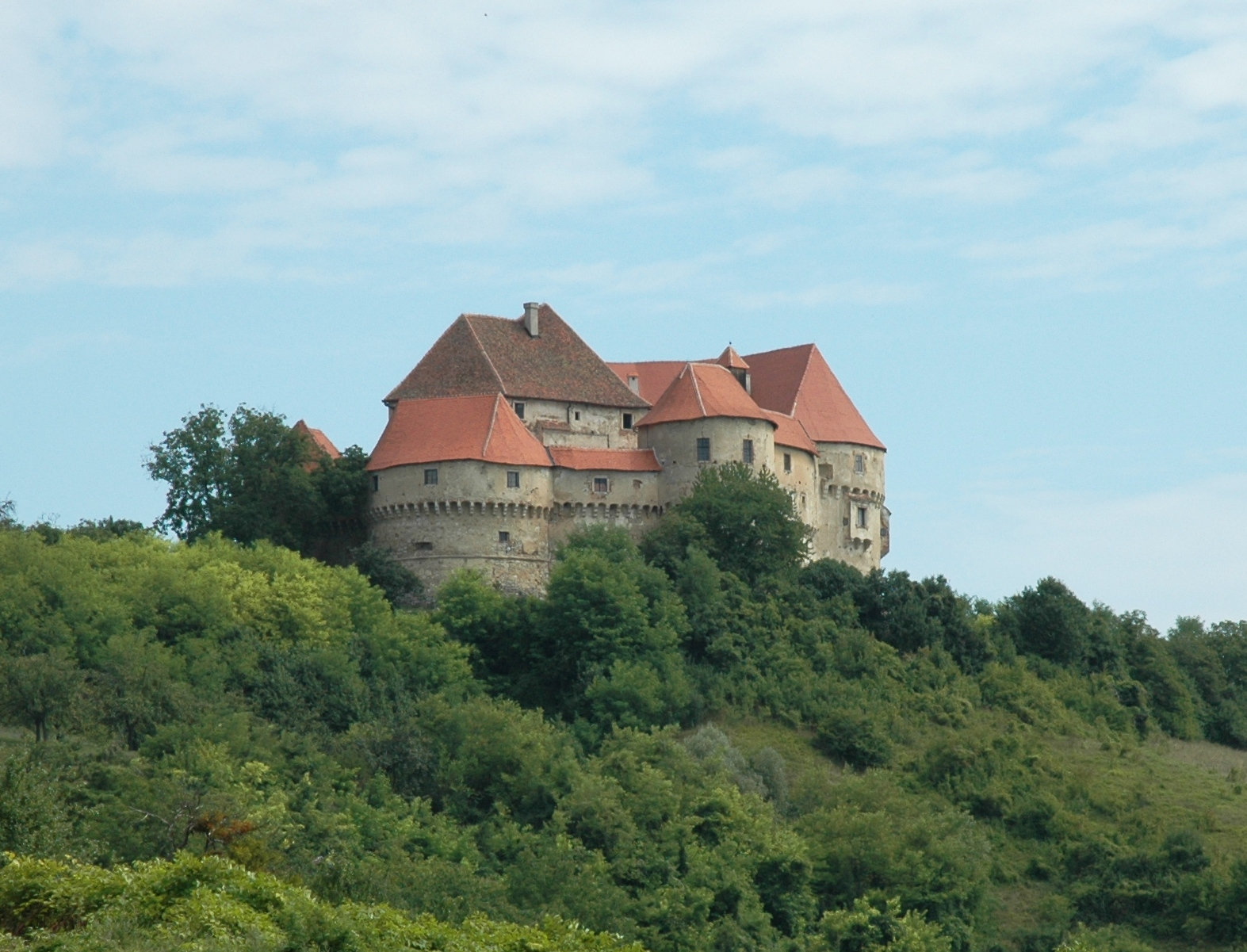
A nagytábori vár

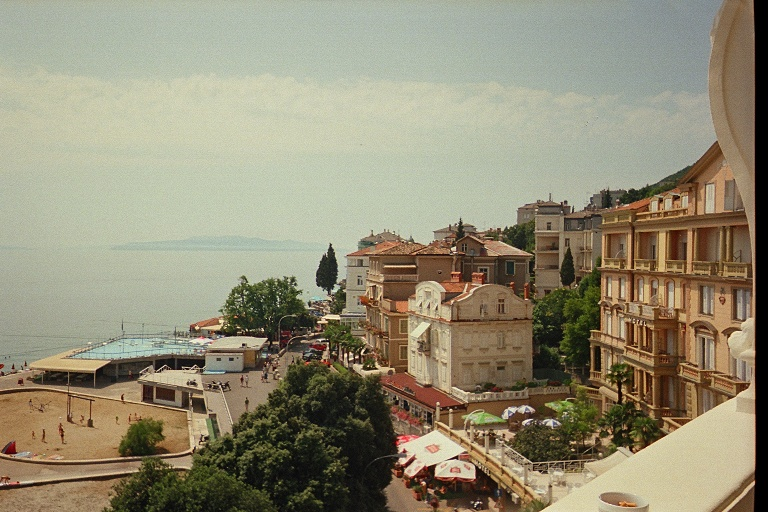
Abbázia

### Kelet-Horvátország

#### Drávaszög
- Laskó – helytörténeti kiállítás
- Vörösmart – helytörténeti kiállítás

#### Szlavónia
Nyugat-Szerémség
- Újlak: A 14. században még színmagyar település a Magyar Királyság egyik legnépesebb városa volt. A vár ma már romos, itt volt a nagyhatalmú Újlaki család központja. Itt halt meg 1456. október 23-án Kapisztrán Szent János, a nándorfehérvári hős, akinek a vár oldalában látható az üvegkoporsója. A középkori ferences templomban található Újlaki Miklós és Újlaki Lőrinc reneszánsz domborműves síremléke.

Eszék és környéke
- Kórógy – a kórógyi vár romjai

### Északnyugat-Horvátország

#### Muraköz
- Csáktornya: A csáktornyai vár a Zrínyi család központja volt a 15. századtól 1671-ig. Zrínyi Miklós a költő és hadvezér emlékét emlékoszlop idézi.
- Szentilona – a Szent Ilona kolostor helyreállított maradványai 14. századi falfestményekkel, a gótikus kápolna maradványai a Zrínyiek sírboltjával

#### Horvát-középhegység
- Varasd vára többek között Corvin János és az Erdődyek birtoka volt.
- Nagytábor – Corvin János vára

#### Zágrábi-medence
- Zágráb – A zágrábi székesegyházban őrzik Szent László koronázási palástját. Magyar főurak síremlékei is találhatóak itt (pl. Erdődy Tamásé).
- Jaska – Erdődy-kastély

### Adriai Horvátország

#### Isztria–Kvarner-öböl
- Pula – A Szent Ferenc-templomban őrzik Salamon magyar király (1052-1087) sírkövét.
- Opatija (Abbázia) – a Monarchia idején a magyar uralkodó osztály kedvenc nyaralóhelye volt. A 19. század végi szálloda- és villasor a békebeli időket idézi.
- Zengg – Itt született Jurisics Miklós, Kőszeg hősi halált halt várkapitánya. Mellszobra a városháza közelében látható.

#### Dalmácia
- Novigradi vár – Nagy Lajos király özvegye, Erzsébet és leánya, Mária itt raboskodtak. A plébániatemplomban megtekinthető a rab királyné által hímzett palást darabja.
- Zára (Zadar) – A 12. században Könyves Kálmán építtette a Szűz Mária templom harangtornyát
- Trau (Trogir) vára – A világörökség része. Itt talált menedéket a tatárjárás idején IV. Béla és a családja. A Szent Lőrinc katedrális sekrestyéjében őrzik IV. Béla koronázópalástjának csuklyáját.
- Klissza sziklavára – itt született Árpád-házi Szent Margit
- Split – a dóm harangtornyán a magyar királyok középkori domborművei láthatóak, továbbá itt van eltemetve IV. Béla két lánya: Katalin és I. Margit.
- Dubrovnik – A székesegyház kincstárában található Szent István ereklyéje, a ferences kolostorban pedig Szent László király ereklyetartója.

## Látnivalók téma szerint

### Történelmi emlékhelyek
A Horvátországi Cres szigetre menekült IV. Béla a tatárjárás idején. A falucskában – ahol Béla királyunk megszállt – annyira megszerették IV. Bélát, hogy róla nevezték el a falut: Beli. Érdemes felkeresni ezt a kis falucskát, mert a mai napig megtalálható IV. Béla arcszobra és a mai napig büszkék erre az ottlakók.

## Lásd még
- Horvátországi magyarok
- A Kárpát-medence magyar emlékei, látnivalói
- Horvátország turizmusa

## Külső hivatkozások
- Így került magyar kézre az Adria